# Cours (Ródano)
Cours es una comuna nueva francesa situada en el departamento de Ródano, de la región de Auvernia-Ródano-Alpes.

## Historia
Fue creada el 1 de enero de 2016, en aplicación de una resolución del prefecto de Ródano de 18 de noviembre de 2015 con la unión de las comunas de Cours-la-Ville, Pont-Trambouze y Thel, pasando a estar el ayuntamiento en la antigua comuna de Cours-la-Ville.

## Demografía
| Gráfica de evolución demográfica de Cours (Ródano) entre 1901 y 2013 |
|                                                                      |

Los datos entre 1800 y 2013 son el resultado de sumar los parciales de las tres comunas que forman la nueva comuna de Cours, cuyos datos se han cogido de 1800 a 1999, para las comunas de Cours-la-Ville, Pont-Trambouze y Thel de la página francesa EHESS/Cassini. Los demás datos se han cogido de la página del INSEE.

## Composición
| Comuna delegada | Código INSEE | Población (2013) | Superficie (km²) | Densidad (hab./km²) |
| --------------- | ------------ | ---------------- | ---------------- | ------------------- |
| Cours-la-Ville  | 69066        | 3797             | 19.48            | 195                 |
| Pont-Trambouze  | 69158        | 470              | 4.06             | 116                 |
| Thel            | 69247        | 326              | 10.27            | 32                  |